# Henri de Boisanger
Pour les articles homonymes, voir Famille Bréart de Boisanger et Bréart.
Henri Bréart de Boisanger (né le 21 novembre 1877 à Quimperlé et mort le 5 septembre 1914 à Fère-Champenoise) est un militaire et écrivain français.

## Biographie
Henri de Boisanger est le fils d'Adrien Bréart de Boisanger, officier de marine, et le petit-fils de Théodore Hersart de La Villemarqué. Il est le frère du vice-amiral Pierre Bréart de Boisanger.
Saint-cyrien, il a souhaité intégrer la cavalerie comme officier mais sera pris dans l'infanterie. Il est aussi camelot du roi. Il est détaché du 154e régiment d'infanterie au fort de Jouy où il reste quatre ans jusqu'en 1912. Promu capitaine, il rejoint le 114e régiment d'infanterie à Parthenay où son régiment a détaché un bataillon.
Blessé au bras gauche à La Fère-Champenoise, il refuse de se faire évacuer et est tué en rejoignant sa compagnie,.Il a été enterré à Connantray. Mort pour la France en 1914, son nom figure parmi la liste des personnes citées au Panthéon de Paris.

## Œuvres
Romancier et poète, Henri de Boisanger publie sous le pseudonyme de Pierre d'Aulnoye et recevra le prix Montyon en 1908 et, bien que décédé aussi en 1915,,.
- « Le coup de fouet », Le Correspondant, no 85e année,‎ 25 février 1913, p. 703-735[4].
- Promotion Bourbaki. Triomphe 1899. En voulez-vous du panache ?, 1899.
- Le Lieutenant de Trémazan, un officier de l'Est, Perrin, 1908 (sous le pseudonyme de Pierre d'Aulnoye). - Prix Montyon 1908[6].